# Полярна Звєзда (Шумерлинський район)
Полярна Звєзда́ (рос. Полярная Звезда, чув. Янасал Хуттӑрӗ) — селище у складі Шумерлинського району Чувашії, Росія. Входить до складу Магарінського сільського поселення.
Населення — 31 особа (2010; 18 у 2002).
Національний склад:
- чуваші — 100 %